# نبرد کرنال
نبرد کرنال (۱۵ ذی‌القعده ۱۱۵۱ ه‍.ق برابر با ۲۴ فوریه ۱۷۳۹ م) پیروزی قاطع نادرشاه، بنیان‌گذار ایران افشاری، در جریان حمله او به امپراتوری گورکانی بود. نیروهای نادر ظرف سه ساعت ارتش محمدشاه گورکانی را شکست دادند و راه را برای غارت دهلی توسط ایرانیان هموار کردند. این نبرد یک شاهکار تاکتیکی و بالاترین دستاورد نظامی نادرشاه در تمامی عملیات نظامی وی محسوب می‌شود. نبرد در نزدیکی کارنال در هاریانا، ۱۱۰ کیلومتری شمال دهلی، هند روی داد.
این نبرد نقطه اوج حمله نادرشاه به امپراتوری گورکانیان هند بود. نادر پس از فتح شرق خراسان و تهاجم از طریق کابل و پیشاور، نیروهای خود را به سمت جنوب به سمت پایتخت گورکانیان هند هدایت کرد. در دهلی، محمدشاه گورکانی نیروهای بسیار بزرگی را جمع‌آوری کرد و با آنها به سمت شمال پیش از زمین گیر شدن ارتش خود در کارنال حرکت کرد. نادر به نبرد روی آورده و پیروزی قاطعی به‌دست‌آورد. در مذاکرات پس از شکست فاجعه بار، محمدشاه پذیرفت که غرامت بزرگی در ازای حفظ امپراتوری خود بر سرزمین‌هایش بپردازد. در عوض تمامِ سرزمین‌های غربِ هند به ایران واگذار شد.
نادر، محمدشاه گورکانی را مجبور به تسلیم کامل کرد و او را به پایتخت خود دهلی، جایی که خزانه غارت شد، برد. قیام شهروندان دهلی علیه سربازان نادر به قتل‌عام خونینی ختم شد که در آن کل شهر غارت شد. غارت عظیم به دست آمده در دهلی باعث شد که نادر فرمانی صادر کند که کل مالیات ایرانیان برای مدت سه سال بخشوده شود. سپس ارتش ایران به سرعت خارج شده و ۳۰٬۰۰۰ کشته از دشمن بر جای گذاشت. محمدشاه نیز مجبور شد تمام سرزمین‌های خود در غرب سند را که توسط نادرشاه ضمیمه شده بود، واگذار کند.
در نتیجه شکست قاطع امپراتوری گورکانیان هند در کارنال، سلسله گورکانیان هند که در حال انحطاط بود به حدی تضعیف شد که انقراض آن را تسریع کرد. این امکان نیز وجود دارد که بدون تأثیرات مخرب حمله نادر به هند، تسلط استعماری بریتانیا بر شبه‌قاره هند به شکل دیگری صورت گرفته یا شاید اصلاً صورت نمی‌گرفت. مورخانِ نادرشاه، پیروزیش بر محمدشاه را به‌عنوان نشانه‌ای از شباهت نادر به تیمور نشان می‌دهند. خودش چنان در تقلید از تیمور وسواس داشت که مدتی به مشهد نقل مکان کرد. درحالی‌که نادرشاه درحالِ حمله به هند بود، رضاقلی میرزا قلمروِ بیشتری را برای نادر در شمالِ بلخ و جنوبِ رودخانهٔ آمودریا تأمین می‌کرد.

## دلایل وقوع جنگ
پس از شکست اشرف افغان در نبردهای دامغان و مورچه‌خورت و نبرد خشت و دالکی در حومه کازرون، به سمت کرمان فرار کرده و از آن‌جا عازم هرات و قندهار، گردید نادرشاه به تعقیب بازماندگان هوتکیان پرداخت و پس از درگیری در قندهار، آن‌ها را شکست داده و شهر را به تصرف خویش درآورد. بقایای هوتکیان شکست خورده به سمت دهلی گریخته و به دربار محمدشاه گورکانی پناهنده گردیدند. پس از فتح قندهار، نادر که به دنبال بهانه ای برای حمله به امپراتوری گورکانی بود، با اعزام فرستادگانی به دربار محمدشاه گورکانی خواستار استرداد فرماندهان و یاغیان هوتکی به دربار ایران گردید. نادرشاه سه بار به هند اخطار نمود که افسران هوتکی که شمار آنها تا ۸۰۰ نفر برآورده شده است را به ایران تحویل دهد.
اما پس از رسیدن فرستادگان نادر به دهلی و اعلام درخواست بازگرداندن پناهندگان هوتکی به ایران، محمدشاه با مشورت امیران و وزیرانش رأی به عدم تحویل پناهندگان داد و با فرستادهٔ نادر به تندی برخورد نموده و سرانجام او را به قتل رسانید و به این ترتیب زمینه و بهانه لازم را جهت لشکرکشی نادر به هندوستان فراهم شد. مشاوران محمدشاه گورکانی که هرگز تصور نمی‌کردند سربازان سپاه ایران بتوانند حتی افغانستان را هم فتح کرده و قصد حمله به دهلی را کنند و از طرفی با وجود لشکریان پرشمار هندی و ذخایر مالی فراوان اطمینان داشتند که نادر هرگز به فکر حمله به هند نخواهد افتاد. اما با وجود همه این گمانه زنی‌ها و پیش‌بینی‌ها، نادر با حدود ۱۰۰ هزار سرباز ورزیده به هند حمله‌ور شد و پس از چند نبرد خونین دهلی را اشغال کرد.
لازم است ذکر شود که نادر با آصف جاه، یکی از وزرای کلیدی گورکانی که در آن زمان در مظان اتهام به خیانت قرار داشت، در ارتباط بود و این احتمال وجود دارد که یورش نادر به امپراتوری گورکانی به تحریک آصف جاه صورت گرفته باشد.
اینکه آیا امپراتوری گورکانی می‌توانست از راه دیپلماتیک این ماجرا را حل کند همچنان موضوع بحث است. توانایی حکومت گورکانی برای یافتن و زندانی کردن فراریان هوتکی در مناطق مرزی، و همین‌طور تعداد واقعی فراریان نیز نامشخص است. این احتمال وجود دارد که تعداد آنها بسیار اندک بوده باشد. قصد نادرشاه برای حمله به هند گورکانی، صرف نظر از اینکه مقامات گورکانی به درخواست او برای جستجو و تحویل فراریان رضایت داده بودند یا خیر، ادامه می‌یافت. به احتمال زیاد نادرشاه تقاضای فراریان را که به‌طور کامل برآورده شد دستاویزی برای حمله و غارت قرار داده است.

## ورود نادر به امپراتوری گورکانی
هنگامی که نادر به سمت سرزمین‌های گورکانی حرکت کرد، تابع گرجی او و پادشاه آینده گرجستان شرقی، ایراکلی دوم، که رهبری گروهی از گرجی‌ها در سپاه ایران را بر عهده داشت، او را همراهی می‌کرد. با شنیدن نزدیک شدن نادرشاه از قندهار، والی پیشاور و کابل لشکری متشکل از ۲۰٬۰۰۰ نفر را که اکثراً از مزدوران قبایل جنوب شرق خراسان بودند، برای مقابله با پیشروی افشاریان گسیل داشت. موقعیتی که برای مقاومت در برابر ارتش ایران انتخاب شده بود، بسیار مناسب بود، زیرا از طریق تنگه خیبر، تنها ستون کوچکی از افراد می‌توانستند پیشروی داشته باشند و هرگونه استقرار در گروه‌های جنگی غیرممکن بود. نادر که بی‌نتیجه بودن مبارزه رودررو را دریافت، بنا به پیشنهاد یک راهنمای محلی مسیری جایگزین را از طریق گذرگاه چچوبی، که گذرگاهی دشوار و در عین حال قابل عبور به موازات مسیر تنگه خیبر بود، در پیش گرفت.
سپاه ایران که ۲۵ آبان ۱۱۱۷ از نزدیک جلال‌آباد شروع به پیشروی کرده بود، به باریکاب (۳۳ کیلومتری گردنه خیبر) رسید. در آنجا نادر سپاه خود را تقسیم کرد: مرتضی میرزا با اکثر نیروهایی که در اختیار داشت در آنجا باقی ماند، ۱۲٬۰۰۰ نفر به فرماندهی نصرالله قلی روانه تنگه خیبر شدند، و ۱۰٬۰۰۰ سواره نظام سبک نیز به فرماندهی خود نادر شروع به حرکت کردند. نادر با شروع یک راهپیمایی حماسی کناره‌ای به طول بیش از ۸۰ کیلومتر از برخی از غیرقابل کشتیرانی‌ترین زمین‌های آسیا به علی مسجد رسید و از آنجا ۱۰٬۰۰۰ نفر مسیر راهپیمایی خود را به سمت شمال و انتهای شرقی گردنه خیبر منحنی کردند. در ۲۶ نوامبر از نزدیک جلال‌آباد، سپاه ایران به باریکاب (۳۳ کیلومتری گردنه خیبر) رسید و نادر ارتش خود را تقسیم کرد و مرتضی میرزا را با اکثر نیروهایی که در اختیار داشت پشت سر گذاشت و ۱۲٬۰۰۰ نفر را روانه کرد. گذرگاه خیبر زیر نظر نصرالله قلی در حالی که ۱۰٬۰۰۰ سوار سبک برگزیده را به فرماندهی مستقیم خود جمع‌آوری کرد. سپاه نادر پس از طی بیش از ۸۰ کیلومتر از برخی از دشوارترین مسیرهای آسیا به علی مسجد رسید و از آنجا مسیر سمت شمال و انتهای شرقی تنگه خیبر را در پیش گرفتند.
سواره نظام نادر با دور زدن تنگه خیبر از جناح پشت به نیروهای والی دشمن رسیده و پس از درگیری کوتاهی آنها را کاملاً شکست دادند. بدین ترتیب مسیر منتهی به نواحی شمالی امپراتوری گورکانی باز شده و بدنه اصلی ارتش شاهنشاهی ایران توانست وارد نواحی داخلی سرزمین گورکانی شود.
در ۵ آذر ۱۱۱۷، نادر گارد پیشروی خود را از پیشاور به سمت جنوب به سمت رودخانه سند در پنجاب به حرکت درآورد. سپاه ایران با عبور از رودخانه در راه لاهور روستاهای بی دفاع را مورد تاخت و تاز قرار دادند. والی لاهور به امید مقاومت شروع به تقویت سنگرهای خود کرد. با این وجود نادر به پیشروی ادامه داده و از جهتی غیرمنتظره با چنان قدرتی حمله کرد که پس از گذشت یک روز، والی تسلیم وی شد. والی با پرداخت دو میلیون روپیه به نادر، در سمت حاکم لاهور باقی ماند.

## گردآوری سپاه عظیم توسط محمد شاه
خبر سلسله فتوحات سپاه نادر در دربار محمدشاه گورکانی در دهلی حیرت زیادی ایجاد کرده بود. آصف جاه به حضور محمد شاه احضار شد و درخواست کمک به نیروهای نظامی به سراسر شمال هند فرستاده شد. در ۲۲ آذر ۱۱۱۷ سپاه گورکانی از دهلی برای مقابله با نیروهای مهاجم به سمت شمال حرکت کرد. عظمت این سپاه به حدی بود که طول ستون نفرات به ۲۵ کیلومتر و عرض آن به ۳ کیلومتر می‌رسید. خود محمد شاه نیز به این سپاه پیوست. به دلیل وسعت دست و پاگیر سپاه گورکانی، محمد شاه نتوانست نیروهای خود را فراتر از کرنال، تقریباً ۱۲۰ کیلومتری شمال دهلی، به پیش ببرد.
اردوگاه محمدشاه در مجموع متشکل از ۳۰۰٬۰۰۰ سرباز شامل افراد غیرنظامی مجهز به ۳٬۰۰۰ تفنگ و ۲٬۰۰۰ فیل جنگی بود، که از این تعداد نیروهای مستقر در میدان ۷۵٬۰۰۰ نفر بودند. با وجود نفرات بالای سپاه گورکانی، آنها از سلاح‌ها و سیستم‌های تاکتیکی قدیمی را به کار می‌بردند. تقریباً همه سلاح‌های گورکانی از نظر کالیبر بسیار بزرگتر از آن بودند که در میدان نبرد مورد استفاده قرار گیرند، زیرا عملاً مانور دادن آنها در طول نبرد غیرممکن بود و پر کردن مجدد آنقدر زمان بر بود که حتی در موارد استفاده صحیح حداقل تأثیر را داشتند. در مقابل، بیشتر سلاح‌های سپاه نادر سبک‌تر و مانور پذیر تر بوده و داشتن زنبورک قدرت آتش متحرک بیشتری را برایشان فراهم می‌کرد. برخلاف پیاده‌نظام ارتش گورکانی، همه ۲۰٬۰۰۰ تفنگدار ایرانی (جزایرچی) دارای یونیفرم و سازماندهی متحد بودند. اگرچه گروه ۵۰٬۰۰۰ سواره نظام در سپاه گورکانی به رغم داشتن امکانات بالا، فاقد ساختار نظامی مشترک و منسجم برای استقرار و عملکرد بودند. سواره نظام ایرانی از دو قسمت تشکیل شده بود. نیروهای دولتی که از طریق یک سیستم یکنواخت آموزش می‌دیدند و نیروهای کمکی که پس از فتح سرزمین خود در ارتش امپراتوری استخدام می‌شدند.
نادر یک گروه هجومی متشکل از ۶٬۰۰۰ سوارکار را با هدف جمع‌آوری اطلاعات و اسیرگیری به منظور بازجویی فرستاد. گروه مهاجم به یک گروه از سپاهیان گورکانی یورش برده و تعدادی را اسیر و به اردوگاه نادر بردند. نادر فرماندهی نیروهای خود را به پسرش مرتضی میرزا سپرد، و با گروه کوچکتری به سمت قلعه قدیمی به نام عظیم آباد در ۳۲ کیلومتری کرنال پیشروی کرد و آن را تسخیر کرد.
در آن قلعه نادر با گروه سواران کرد ملاقات کرده و از جغرافیای اطراف کرنال و قدرت سپاه گورکانی مطلع شد. او تصمیم گرفت بی سر و صدا نیروهای خود را در شرق اردوگاه گورکانی قرار دهد و محمد شاه را در مکانی که انتخاب می‌کند به نبرد بکشاند.

## جزئیات جنگ

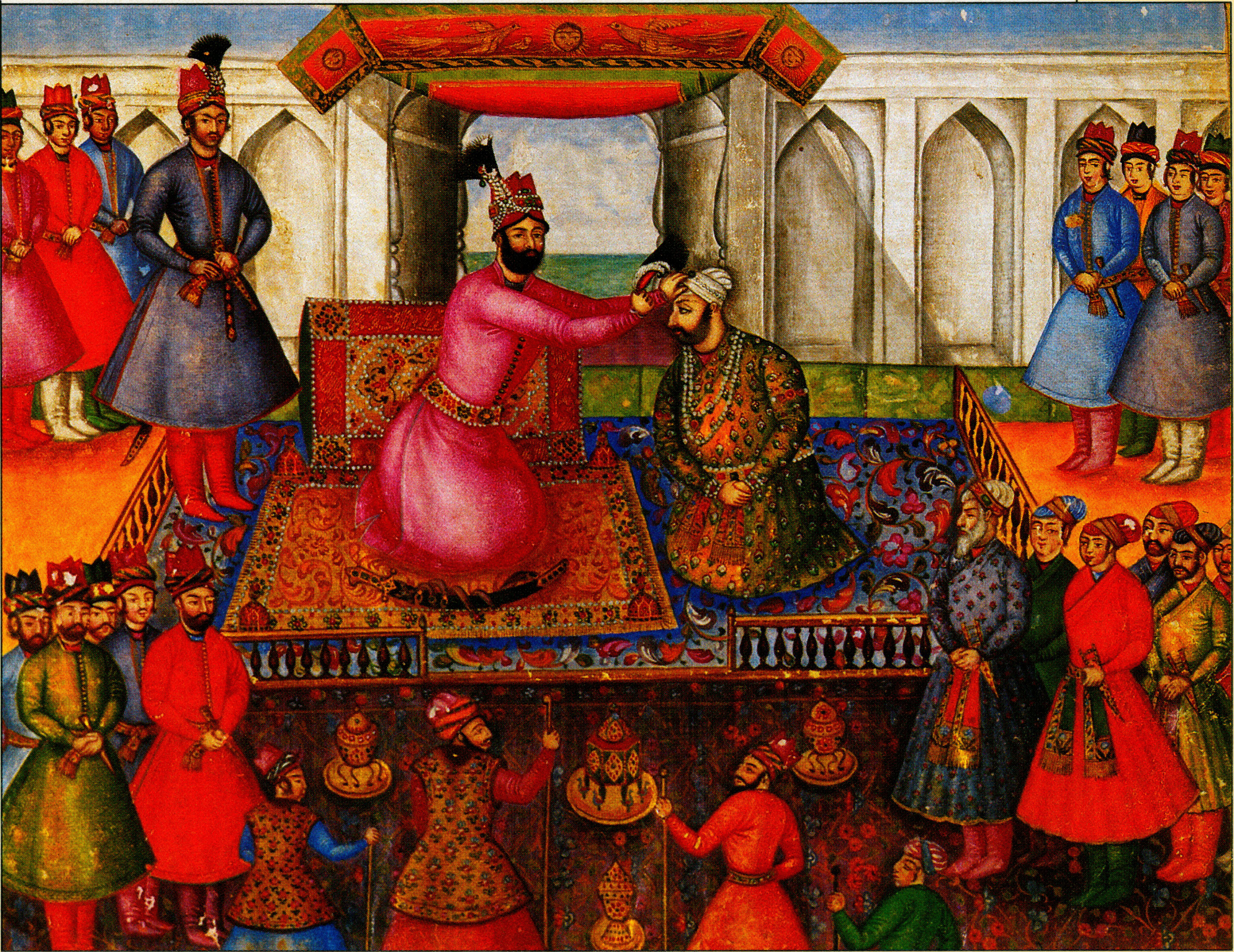
نگاره ای از تسلیم شدن محمدشاه گورکانی در برابر نادرشاه افشار

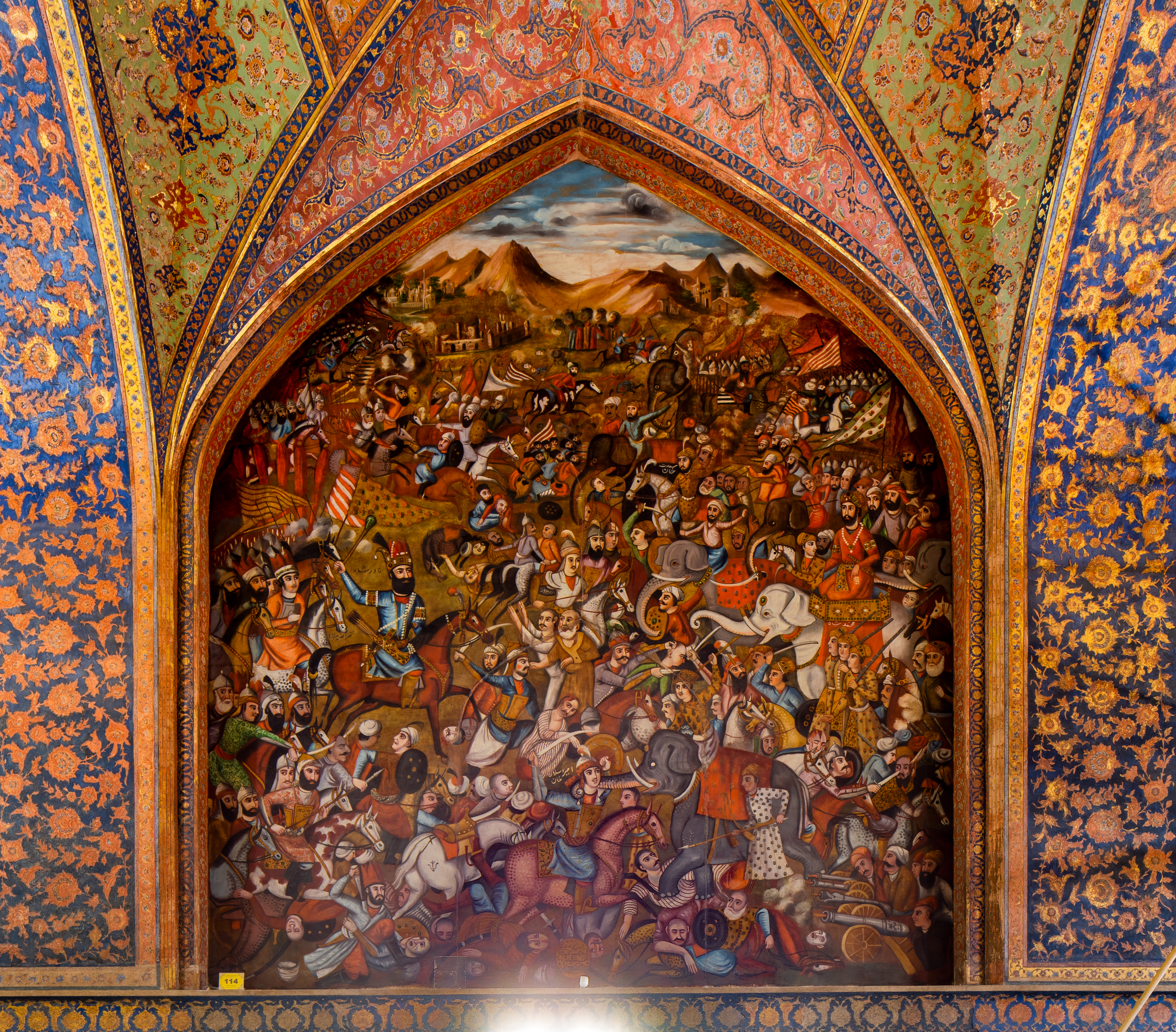
نگاره نبرد کرنال بر دیوار چهل‌ستون اصفهان

یکی از مهم‌ترین فتوحات نادر پیروزی بر سپاهیان هندی بود. امپراتوری گورکانی در سال ۱۷۰۷ م. امپراتوری بزرگ و قدرتمندی بود که از نظر ثروت و جمعیت رقیبی در منطقه نداشت. در سال ۱۷۱۹ م. با روی کار آمدن محمدشاه گورکانی شمارش معکوس برای سقوط این امپراتوری آغاز شد.
در پی عدم تحویل هوتکیان، سپاهیان ایران از رود سند گذشتند و در نبرد کرنال هندوستان را شکست داده و دهلی پایتخت آن را تصرف کردند. سپس ۸۰۰ بازمانده هوتکیان را در بازار دهلی به دار آویختند. در این جنگ بیش از ۳۰٬۰۰۰ نفر کشته شدند. به‌ناچار محمد شاه امان خواست؛ در پاسخ نادرشاه درقبال آن‌که کلید خزانه سلطنتی را بگیرد، عقب‌نشینی را پذیرفت. او سریر پادشاهی هند که برای شاه‌جهان ساخته بودند و معروف به تخت طاووس بود را به همراه جواهرات کوه نور، دریای نور و جواهراتی را بعداً در ساخت در کره جواهرنشان به کار برده شد را، به ایران آورد، ولی تاج شاهی را برسر محمد شاه باقی گذاشت و او را از سلطنت خلع نکرد. غنیمت جنگی که نادرشاه به واسطه پیروزی در این نبرد به دست آورد آن‌چنان بود که پس از بازگشت به ایران تا مدت ۳ سال دریافت مالیات را ملغی اعلام کرد.

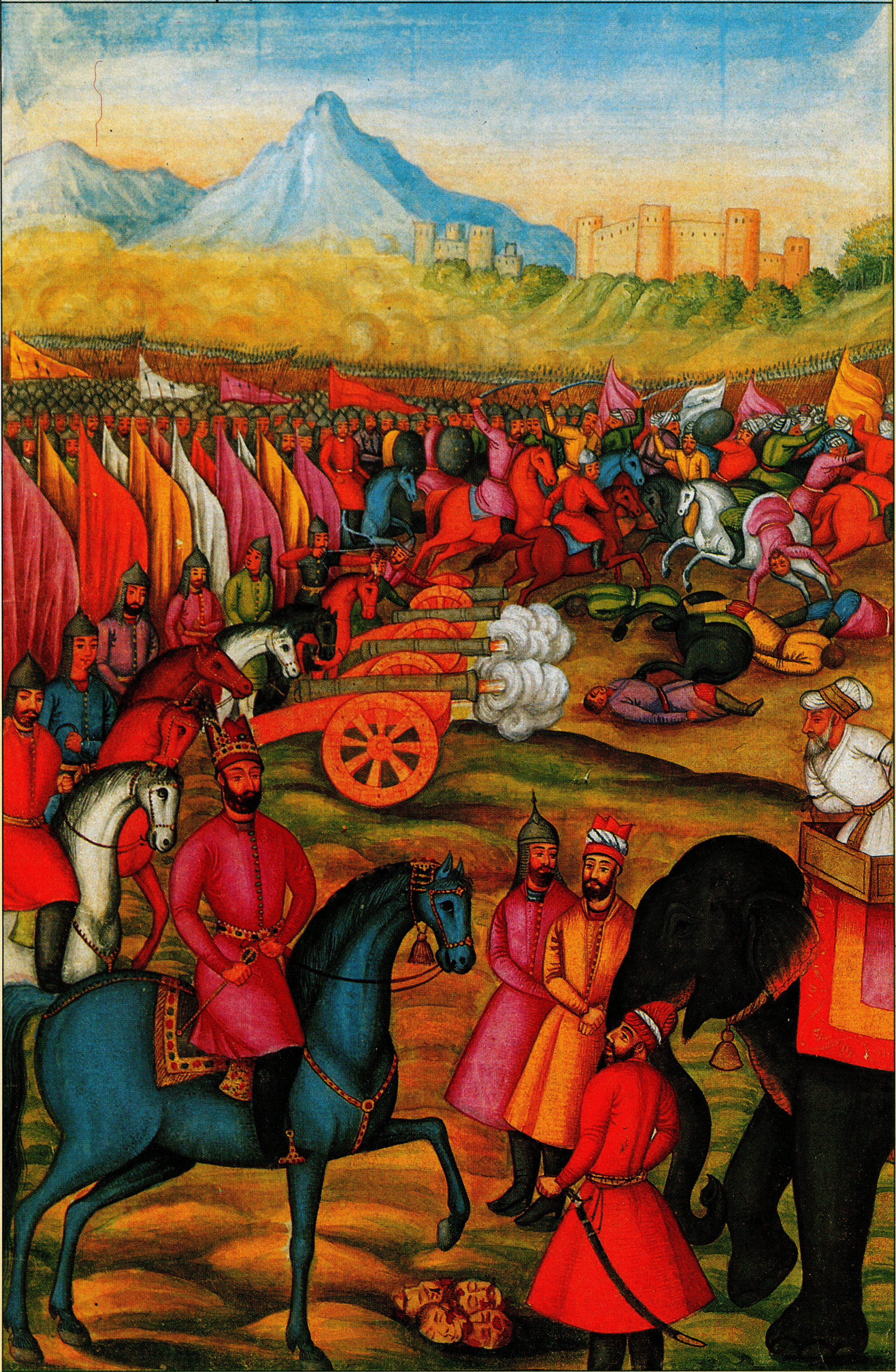
نگاره ای از تسلیم شدن سعادت خان در برابر نادرشاه افشار

نادر به رغم کمی سپاهیانش به کمک نیروهای بلوچ به فرماندهی میر بولان ریگی در مقابل لشکریان فیل سوار هندی توانست با به‌کارگیری تاکتیک‌های نوین جنگی لشکر انبوه هندوستان را در هم بکوبد. در نبرد کرنال نادرشاه توپخانه را در جلو سپاه قرار داده و تعدادی شتر مجهز به ظروف مملو از روغن مشتعل پشت توپخانه قرار داد. در طی شلیک توپ‌ها شترها رم کرده و با پیشروی به جلو، فیل‌های ارتش هند را وحشت زده می‌کنند. فیل‌های رمیده هم عقب‌نشینی می‌کنند و ارتش هند علاوه بر از دست دادن مقدار زیادی از قدرت نظامی با هجوم فیل‌ها پراکنده شد. سواران سنگین اسلحه ارتش نادر هم در این فرصت حمله کرده و ارتش هندوستان را در هم کوبیدند. بدینگونه نادر شاه افشار شاهنشاه ایران توانست با استفاده از تکنیک‌های کارآمد ارتش خود را به یک جنگ‌افزار رعب‌آور برای دشمن تبدیل کند.

## نبرد

### آرایش نظامی و به‌کارگیری نیروها

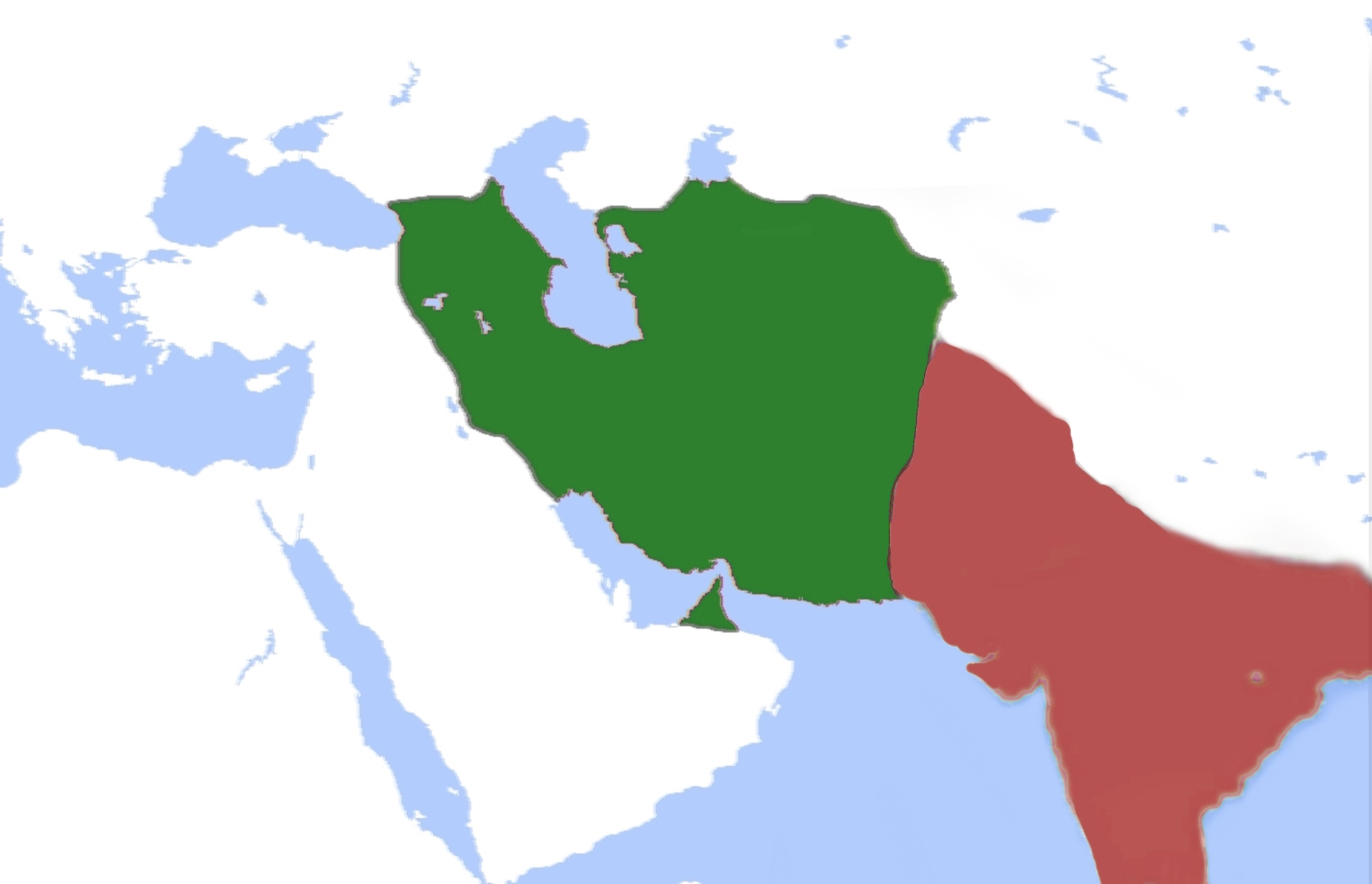
نقشه ایران و هند قبل نبرد کرنال

در تاریخ ۴ اسفند ۱۱۱۷، سپاه ایران اردوگاه را نابود نمودند و وارد دره بین رودهای علیمردان و جمنا شدند. نادر شاه که در قسمت شمال روستای کنجپورا اردو زده بود، بر اسبش نشست تا موقعیت دشمن را بازرسی نماید. نادر بعد از برگشتن به اردوگاه، کل افسران ارتش را برای سخنرانی احضار کرد. بعد از سخنرانی در همان روز، خبر به نادر رسید که گروه بزرگی از گورکانی‌ها از راه پانی پت به قصد اضافه شدن به سپاه محمدشاه در حرکتند. فرماندهی این گروه را سعادت خان، زمامدار بلندپایه امپراتوری گورکانی بر عهده داشت. نادر با استفاده از راه و روش سعادت خان برای فریب دادن ارتش اصلی مغول از رودخانه علیمردان و به دره قبل از روستای کنجپورا، که در آن قصد داشت از موقعیتی مفید به نبرد بپردازد، نقشه ای را طراحی نمود. سعادت خان که مدتها منتظر بود شادمان وارد اردوگاه گورکانی شد. با این حال، بخش عمده ستون او (حدود بیست یا سی هزار سرباز) هنوز در راه بودند.

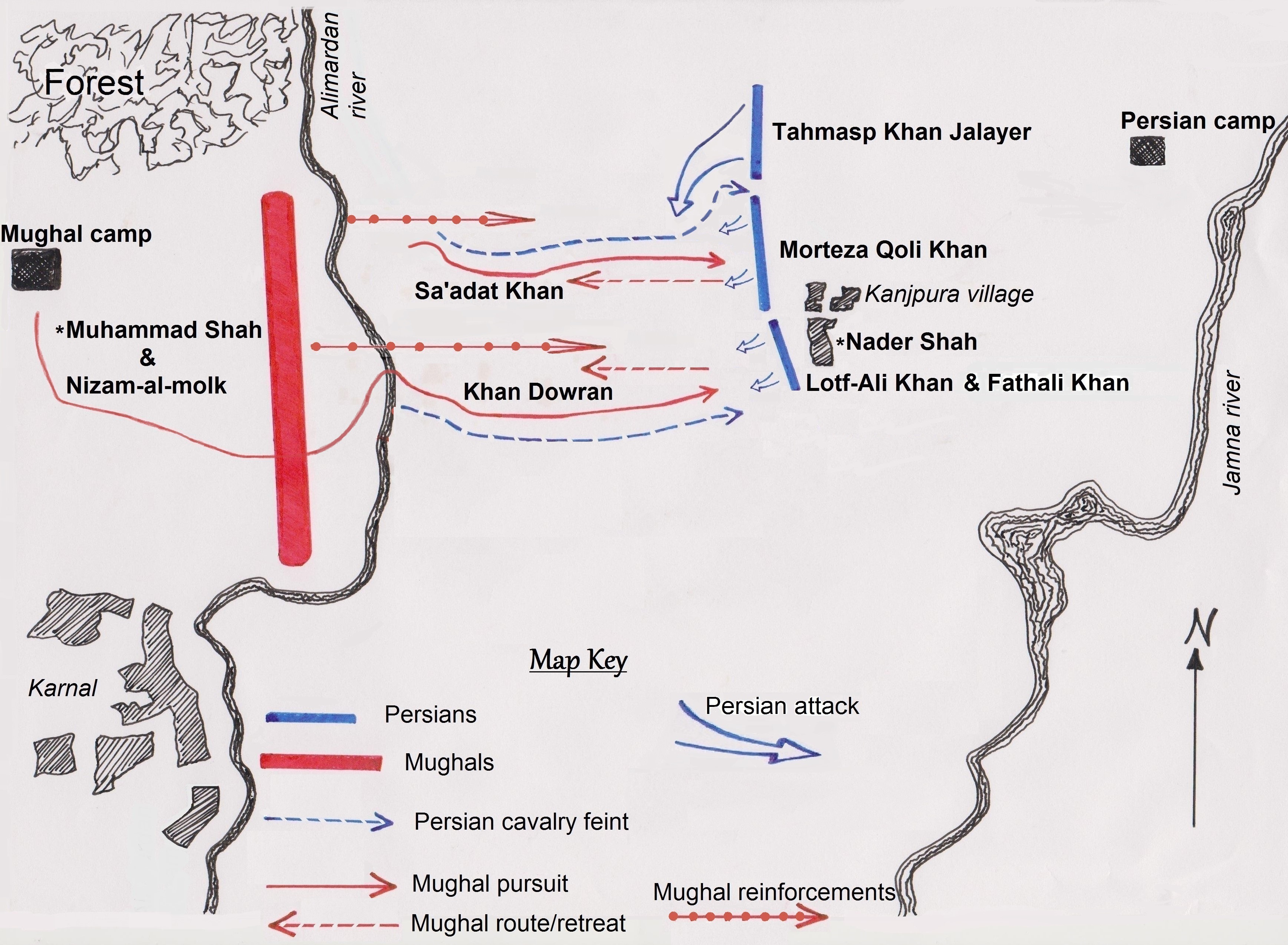
نمودار نبرد کارنال بر اساس کتاب شمشیر پرشیا اثر مایکل اکسورثی.

در صبح روز ۵ اسفند، نادر افراد خود را به سه گروه مهم تقسیم کرد. مرکز سپاه را درست در قسمت شمال روستای کنجپورا رو به غرب قرار داده و فرماندهی آن را به پسرش، مرتضی قلی میرزا (که بعدها به افتخار دستاوردهایش در این نبرد نام نصرالله قلی را بر او نهاد) سپرد و گروهی از مشاوران ارشد خود را با او راهی کرد. در سمت شمال مرتضی قلی، تهماسب قلی‌خان جلایر فرماندهی جناح راست سپاه را بر عهده داشت و در سمت جنوب فرماندهی مشترک جناح چپ به فتحعلی خان کیانی و لطفعلی خان افشار داده شد.
در این زمان، خبر به سعادت خان رسید که نیروهای عقب ستون او مورد حمله قرار گرفته و ۵۰۰ شتر از کاروان بارها توسط ایرانیان به غنیمت گرفته شده است. اگرچه سعادت خان در اواخر شب قبل توانسته بود خود را به اردوگاه برساند، اما بخش بزرگی از نیروهای او، حدود بیست یا سی هزار نفر، در زمان ورود او هنوز در راه بودند. سعادت خان بدون مشورت با محمدشاه یا سایر فرماندهان، سریعاً بر فیل جنگی خود نشست و به سمت مکان اعلام شده درگیری حرکت کرد. او را ۲٬۰۰۰ سواره نظام و به همین تعداد پیاده‌نظام همراهی می‌کردند، و سپس ۴٬۰۰۰ نیروی دیگر نیز به وی پیوستند. تمامی توپ‌های سپاه به دلیل غیرقابل حمل بودن در آنجا باقی ماندند. سعادت خان با واحدهای متفرقی از سواره نظام ایرانی که در حوالی ناحیه مستقر شده بودند، درگیر شد که با عملیاتی ایذایی با تظاهر به درگیری به سمت شرق حرکت کردند. سعادت خان به تصور داشتن دست بالا در نبرد پیامی فوری به اردوگاه فرستاد و برای تکمیل پیروزی در خواست کمک کرد.
همان‌طور که گزارش‌ها به فرماندهی عالی مغول رسید، در خصوص اینکه آیا این درخواست‌ها برای تقویت نیرو باید پاسخ داده شود، و سرانجام اختلاف نظر در میان فرماندهان نظامی تشکیل شد. محمدشاه راغب اضافه شدن به سعادت خان در میدان بود، اما دو مشاور ارشد او بنام، نظام الملک و خان دوران، پیشنهاد کردند در برابر تصمیم‌های شتاب آمیز احتیاط کنند. محمد شاه ناامید در مورد شخصیت رزمی خان دوران تلقین‌هایی کرد که با غیرت جواب داد و با پوشیدن زره و سوار شدن بر فیل جنگی خود را برای آماده شدن برای نبرد آماده می‌نمود. خان داوران گزارش دادند که ترک دوست به روش هندی نیست، حتی اگر او بی احتیاط باشد. مجموع نخستین سواره نظام آنان مردانی که اردوگاه مغول را در کنار خان دوران ترک نمودند، بیش از ۸٬۰۰۰ تا ۹٬۰۰۰ نفر نبود که اغلب آنها سواره نظام و تعدادی پیاده‌نظام تفنگدار بودند. تداول پایداری از نیروهای کمکی اردوگاه مغول را ترک کرد تا از رودخانه علیمردان گذر نماید و در طول روز به نبرد اضافه شوند، ولی هیچ تلاشی برای آوردن این تعداد زیاد تحت یک استقرار متحد در قسمت شرق رودخانه علیمردان در حمایت از واحدهای مغول که قبلاً درگیر شده بودند موجود نبود. در به ازای آن، مغول‌ها در جبهه، یک خط مستمر از تقویت‌کنندگان دریافت می‌کردند که هیچ برنامه تاکتیکی گسترده‌ای برای کمک به هدایت آنان نداشت.

## سایر منابع
- کتاب درسی تاریخ سال سوم راهنمایی ایران، شرکت چاپ و نشر کتاب‌های درسی ایران، ۱۳۷۹، شابک ۹۶۴۰۵۰۰۶۶۶
- «جنگ کرنال». وبگاه آفتاب. بایگانی‌شده از اصلی در ۹ دسامبر ۲۰۱۰. دریافت‌شده در ۲۲ مرداد ۱۳۸۷.
- علت جنگ کارنال، مجله دریای پارس تیر 1392
- جزئیات جنگ در وبگاه آفتاب
- تأثیر زبان فارسی بر زبان و ادبیات شبه قاره هند عجم سایت آفتاب
- مشارکت‌کنندگان ویکی‌پدیا. «Battle of Karnal». در دانشنامهٔ ویکی‌پدیای انگلیسی، بازبینی‌شده در ۱۰ ژانویه ۲۰۲۴.